# ハートフォード (トイガンメーカー)
株式会社ハートフォードは遊戯銃の製造販売会社。モデルガンやエアソフトガン及びそれらの関連製品を取り扱う。
代表はコネティ加藤で、西部劇好きが高じてコルトSAA（ピースメーカー）等のモデルガン用カスタムパーツの製造販売で起業した。社名はアメリカの銃器メーカー、コルト社の本社所在地であるコネチカット州の州都ハートフォードに由来する（「コネティ」の由来も同様）。
SAAやガバメント等を手がけるカスタムショップであったが、廃業したCMCのモデルガン用金型を引き継ぎ、以後モデルガンの自社製造を開始。タナカワークス製ガスガンのカスタムやグリップ等の木製品製造、レーザーサイトも手がける。東京と名古屋に店舗・ショールームを置き、同所では遊戯銃によるファスト・ドロウ（早撃ち）の大会や練習会も行われている。